# Éléonore Klarwein
Éléonore Klarwein est une actrice et mannequin française, née le 31 août 1963 à Paris.
Elle a dirigé pendant de nombreuses années des agences de mannequins. Elle est principalement connue pour son interprétation d’Anne Weber dans le film culte Diabolo menthe de Diane Kurys.

## Biographie
Éléonore Klarwein est la fille du peintre Mati Klarwein et de sa première épouse Sofi Bollack, styliste et également peintre.
Éleonore Klarwein décide à 12 ans de devenir actrice. Elle est révélée au public dans le film Diabolo menthe de Diane Kurys où, âgée de 13 ans, elle tient l'un des deux rôles principaux. 
« À l'époque, je suis très timide. J'ai le sentiment de ne pas avoir les codes. Tout le contraire de ma mère, peintre, styliste, très brune, très belle, fantasque, pleine de bijoux, excentrique, amie de Dali. Moi, je mets des vestes marron, des cols roulés bleus et je rêve de normalité. J'envie mes copines dont les parents sont avocats ou médecins, chez qui il faut se tenir droit à table, se coucher à 20 heures et où, le matin, il y a un petit déjeuner à table. Je trouve ça incroyable ».
Diane Kurys la choisit immédiatement pour incarner Anne Weber. Elle avait auparavant été prise au casting d'Attention, les enfants regardent avec Alain Delon, mais elle avait refusé le rôle. En 1978, elle incarne la fille d'Annie Girardot dans deux films différents, Vas-y maman et La Clé sur la porte.
Elle fait ensuite la une du magazine Elle et est invitée à une émission de Michel Drucker. Connaissant ainsi une forte notoriété, la jeune fille vit cependant cela avec difficulté et quitte l'école à l'âge de 16 ans.
Sa croissance physique soudaine met fin à ses rôles d'adolescente au cinéma et lui ouvre la porte du mannequinat. Elle participe ensuite au développement de plusieurs agences de mannequins, dont le Studio KLRP à Paris.
Elle a par ailleurs chanté en duo avec Serge Lama et enregistré une chanson en solo, en 1978, Je ne suis plus une gamine.
Depuis, elle vit et travaille à Deauville.

## Filmographie

### Cinéma
- 1977 : Diabolo Menthe de Diane Kurys : Anne Weber
- 1978 : Vas-y maman de Nicole de Buron : Olivia Larcher
- 1978 : La Clé sur la porte d'Yves Boisset : Charlotte
- 1979 : Le Temps des vacances de Claude Vital : Marie
- 1983 : Surexposé de James Toback : Rivas Gang
- 1988 : Nuit de fête (court métrage)
- 1991 : L'Amour coté en bourse (Road to Ruin) de Charlotte Brändström : la petite amie
- 1992 : Tous les garçons (court métrage)
- 1992 : André Baston de Laurent Ardoint (court métrage) : la meurtrière
- 2019 : Je ne sais pas si c'est tout le monde de Vincent Delerm : elle-même (documentaire)[3]

### Télévision
- 1988 : Liebe ist stärker als der Tod (Téléfilm)
- 1990 : Le soulier magique (Téléfilm)